# Frontière entre le Canada et la France
La frontière entre le Canada et la France est la limite maritime entre l'archipel (français) de Saint-Pierre-et-Miquelon et l'île (canadienne) de Terre-Neuve.

## Historique
La limite des eaux territoriales et de la zone économique exclusive (ZEE) qui entourent Saint-Pierre-et-Miquelon a fait l'objet d'un accord entre les deux pays, mais qui ne fut définitif qu'après un arbitrage international en 1992. Les droits de pêche dans le golfe du Saint-Laurent ont en effet été à l'origine de différends répétés entre les deux pays.
La frontière entre les deux pays passe à mi-chemin entre l'archipel français et l'île de Terre-Neuve, en laissant l'île Verte (un îlot rocheux dont la souveraineté resta longtemps imprécise à l’est de Saint-Pierre-et-Miquelon) sous juridiction canadienne, et est limitée à 24 milles nautiques à l'ouest.
La ZEE de la France comporte au sud de l'archipel, un étroit corridor de 10,5 milles de large et long de 200 milles ; ce corridor ne semble pas se poursuivre jusqu'aux eaux internationales et la zone française serait complètement enclavée dans la ZEE canadienne.
À la suite de l'arbitrage, l'accord de pêche de 1972 a été révisé et signé le 2 décembre 1994, publié le 18 septembre 1995,.